# Abrito
Abrito (Abritus/Abrittus; Άβριττος)  foi uma cidade romana situada próximo a cidade moderna de Razgrado, na Bulgária. Ela foi estabelecida no final do século I como um acampamento militar romano construído sobre as ruínas de uma antigo assentamento trácio e cresceu até tornar-se num dos maiores centros urbanos da Mésia Inferior.
Em 251, foi o local da derrota e morte do imperador romano Décio (r. 249–251) na batalha de Abrito. Continuou a existir apesar de sucessivas invasões até o final do século VI, quando foi destruída pelos ávaros. No século VII-VIII, um assentamento búlgaro foi estabelecido sobre as ruínas romanas, mas foi abandonado no final do século X como resultado dum ataque pechenegue ou rus'.
Desde 1953, quando foi redescoberta, Abrito passou por numerosas escavações arqueológicas que revelaram uma assentamento construído no típico padrão romano, com colunatas jônicas ao longo das vias principais. Muitos relevos, mosaicos, inscrições e estátuas romanas foram descobertas in situ, indicando a prosperidade da cidade na época romana, mas pouco se sabe da cidade búlgara.